# Torre de Martín Pascual
Torre de Martín Pascual es una entidad de población española del municipio de Galindo y Perahuy, perteneciente a la provincia de Salamanca, en la comunidad autónoma de Castilla y León.

## Historia
Hacia mediados del siglo XIX, el lugar, una aldea ya por entonces perteneciente al municipio de Galindo y Perahuy, tenía contabilizada una población de 23 habitantes. Aparece descrito en el decimoquinto volumen del Diccionario geográfico-estadístico-histórico de España y sus posesiones de Ultramar de Pascual Madoz con las siguientes palabras:

TORRE DE MARTIN PASCUAL: ald. en la prov. y part. jud. de Salamanca, térm. municipal de Galindo y Peralmy. pobl.: 8 vec., 23 almas.
(Madoz, 1849, p. 67)

En 2023, la entidad singular de población de Torre de Martín Pascual tenía empadronados 4 habitantes, todos ellos en diseminado.